# 停河铺乡
停河铺乡，是中华人民共和国山西省长治市黎城县已经撤销的的一个乡镇级行政单位。

## 地名来历
清康熙二十一年《黎城县志》载：“停河”。西临河谷涧水。古人相传：“有河主兵争，无河兆安宁。”故以停河名村，作为和平的象征。其地处交通要塞，始居之民多以旅馆商业营生，惯称停河铺。因乡政府驻地在停河铺村，故取名停河铺乡。

## 历史沿革
2019年6月24日，西宋村撤销，并入到石羊坟村；岭底村撤销，并入到子镇村。
2019年12月18日，下台北村撤销，并入到上台北村。
2021年4月1日，撤销停河铺乡，停河铺村、中街村、上台北村、子镇村、西黄须村、苏村、霞庄村、元村、北停河村、大停河村、石羊坟村11个行政村划入洪井镇管辖，靳家街村、七里店社区划归黎侯镇管辖。